# Mikre
Mikre (bułg. Микре) – wieś w Bułgarii, w obwodzie Łowecz, w gminie Ugyrczin. Według danych szacunkowych Ujednoliconego Systemu Ewidencji Ludności oraz Usług Administracyjnych dla Ludności, 15 czerwca 2020 roku miejscowość liczyła 128 mieszkańców.

## Osoby związane z miejscowością

### Urodzeni
- Angeł Bonczew (1961) – bułgarski zapaśnik
- Grisza Ganczew (1962) – bułgarski biznesmen, filantrop
- Jordan Marinow (1968) – bułgarski piłkarz
- Wasił Popow (1879–1927) – bułgarski rewolucjonista